# Sire Records
Sire Records — звукозаписывающая компания, образованная (сначала как Sire Productions) в 1966 году Сеймуром Стайном (англ. Seymour Stein) и Ричардом Готтерером (англ. Richard Gottehrer). Продукция Sire первоначально распространялась по каналам London Records. Свою главную задачу Стайн и Готтерер видели в том, чтобы знакомить американский рынок с малоизвестными, некоммерческими британскими исполнителями. Именно здесь вышли первые пластинки Climax Blues Band, Barclay James Harvest и The Deviants.
Годы сотрудничества с Polydor (1970—1971) ознаменовались появлением ныне знаменитого лого. В 1972 году Sire добились первого коммерческого успеха — с хитом Hocus Pocus голландской прог-группы Focus — и приобрели солидную репутацию благодаря сериям исторических сборников (трехтомная антология «History of British Rock», The Turtles, Дуэйна Эдди, The Small Faces и др.) Следующим большим успехом Sire стал мега-хит «Couldn’t Get It Right» (1977) Climax Blues Band.
В конце 70-х годов Sire превратились в гигантский инди-лейбл: к этому периоду относятся релизы The Ramones, Dead Boys, Talking Heads. После перехода под «крыло» Warner Bros. Records лейбл стал более мейнстримным в своей политике: здесь выходили альбомы Мадонны, Ice-T, Depeche Mode, The Cure.

## Исполнители Sire Records
| - The Adicts - Against Me! - Alda Reserve - Aphex Twin - Armor for Sleep - Kevin Ayers - B-Movie - Battle - Barenaked Ladies - Nathan Beauregard - Belly - Boney M - Mississippi Joe Callicott - Climax Blues Band - The Cult - The Cure - Craig David - Dead Boys - Deborah Harry - Deadsy - DeeDee Ramone - Depeche Mode - The Deviants - Dinosaur Jr. - The Distillers - DMZ - Echo & the Bunnymen - The English Beat - Erasure - Evermore - Everything But The Girl - Figures on a Beach - Flamin' Groovies - Focus - The Futureheads - Guster | - Gruppo Sportivo - John Wesley Harding - Harvey Danger - Ofra Haza - HIM - Hot Hot Heat - Ice-T - Jack's Mannequin - James - Джонни Сандерс - Judybats - k.d. lang - Furry Lewis - Larrikin Love - M - Madness - Madonna - Billie Ray Martin - Mastodon - Ministry - Modern English - Mandy Moore - Morrissey - My Bloody Valentine - Mystery Jets - Nightmare of You - Tommy Page - Pet Shop Boys - Plastic Bertrand - The Pretenders - Primal Scream - Radio Birdman - Ramones - Renaissance - The Replacements - The Rezillos | - Rheostatics - Richard Hell & the Voidoids - Ride - Ripley - Arthur Russell - The Saints - David Santo - Seal - Sebadoh - Regina Spektor - The Shys - The Smiths - Spacehog - Spinnerette - Soft Cell - The Spill Canvas - The Strangeloves - The Subways - The Spill Canvas - Talking Heads - Evan Taubenfeld - Taxiride - Tegan and Sara - Telex - Throwing Muses - Tom Tom Club - Uncle Tupelo - The Undertones - Martha Veléz - The Veronicas - The Von Bondies - Bukka White - Wilco - Роберт Уилкинс - Yazoo |  |